# Alfons Julen
Alfons Julen (Zermatt, 20 februari 1899 - Zermatt, mei 1988) was een Zwitsers militair en langlaufer. 

## Carrière
Julen was samen met zijn broer Anton onderdeel van de Zwitserse ploeg die deelnaam aan de Militaire patrouille tijdens de eerste Olympische Winterspelen in 1924. Julen won tijdens deze spelen met zijn ploeggenoten de gouden medaille. Vier jaar later in eigen land nam Julen wederom deel aan de Olympische Winterspelen ditmaal bij het langlaufen. Julen viel op de 18 kilometer uit.